# قيود اجتماعية
القيود الاجتماعية (بالإنجليزية: Social constraints) تُعرف في علم النفس بأنها أية ظروف اجتماعية تجعل المصابين بصدمة نفسية يشعرون بعدم الدعم وعدم التفهم والانعزال عن شبكتهم الاجتماعية، عندما يسعون للحصول على الدعم الاجتماعي أو يحاولون التعبير عن الأفكار والمشاعر والمخاوف المرتبطة بالصدمة التي تعرضوا لها.
تُعرف القيود الاجتماعية بشكل شائع على أنها تفاعلات اجتماعية سلبية تجعل من الصعب على الفرد التحدث عن تجاربه المؤلمة. ويرتبط المصطلح بنموذج المعالجة المعرفية الاجتماعية، وهو نموذج نفسي يصف الطرق التي يتعامل بها الأفراد مع الصدمات التي مروا بها ويتعاملون معها. تمت دراسة القيود الاجتماعية في مجموعات من الأمهات الثكلى والأفراد الذين شخصوا بإصابتهم بالسرطان والأفراد المنتحرين. وظهرت أدلة على وجود قيود اجتماعية لها آثار سلبية على الصحة النفسية. لقد ربطت بزيادة أعراض الاكتئاب وكذلك أعراض اضطراب ما بعد الصدمة لدى الأفراد الذين عانوا من أحداث مؤلمة. يبدو أن ثمة علاقة إيجابية بين القيود الاجتماعية والإدراك السلبي المتعلق بالأحداث الصادمة. كما رُبطت القيود الاجتماعية بصعوبات التأقلم مع المرض لدى الأشخاص الذين شخصوا بمرض عضال مثل السرطان.

## نموذج المعالجة الاجتماعية المعرفية
نموذج المعالجة المعرفية الاجتماعية هو نموذج نفسي يفترض أن التعافي من حدث صادم يتضمن مناقشة الأفكار والمشاعر المهمة حول الحدث مع الآخرين الذين يمكنهم تقديم الدعم والإرشاد للفرد المتضرر. ونوقش النموذج المعرفي الاجتماعي كنموذج لشرح أنماط التفكير التي تحدث عند الأشخاص الذين يعانون من مرض السرطان. غالبًا ما يكون تلقي تشخيص السرطان مصدرًا مزعجًا للأخبار بالنسبة للأفراد المصابين بأمراض مميتة، ويفترض النموذج أنهم غالبًا ما يلجأون إلى مصادر مهمة للدعم الاجتماعي من أجل الحفاظ على وجهات نظر صحية حول تقدير الذات والسلامة، بالإضافة إلى تقديم تقارير دقيقة عن الحدث الصادم الذي يقلل من الأفكار السلبية المرتبطة بالصدمة. وبالمثل، يمكن أن تؤثر القيود الاجتماعية سلبًا على الأفكار والمشاعر المتعلقة بالحدث السلبي من خلال إبطال تجربة الفرد والتقليل منها.

## قياس القيود الاجتماعية
في الدراسات البحثية، حدّدت القيود الاجتماعية وقياسها بواسطة مقياس القيود الاجتماعية. حيث تقييم العناصر الموجودة في هذا المقياس التفاعلات الاجتماعية التي تؤثر سلبًا على تعبير الأفراد عن الأفكار والمشاعر المتعلقة بالأحداث الصادمة. ويكون التقييم فترة الشهر الماضي، مع وجود أسئلة مثل: "كم مرة في الشهر الماضي قامت عائلتك / أصدقاؤك ... بمشاعدتك لتجاوز مشاكلك؟" و"هل تفهم وضعك؟"

## آثار القيود الاجتماعية
درست القيود الاجتماعية في مجموعات من الأمهات الثكلى والأفراد الذين شخصوا بالسرطان والأفراد المنتحرين. وقد ربط زيادة أعراض المرض العقلي وضعف التأقلم مع المرض العضال لدى هؤلاء العينة. وترتبط المستويات العالية من القيود الاجتماعية أيضًا بزيادة الأفكار أو المشاعر السلبية حول الأحداث الصادمة لدى الأفراد.

### الاكتئاب
ربطت القيود الاجتماعية بزيادة أعراض الاكتئاب. وجد الباحثون في دراسة أجريت على الأمهات الثكلى، أن الأمهات اللائي يعانين من قيود اجتماعية أبلغن عن أعراض اكتئاب أكثر من الأمهات اللائي تلقين دعمًا اجتماعيًا مناسبًا. كما ارتبط وجود القيود الاجتماعية وأعراض الاكتئاب بشكل إيجابي لدى الأفراد الذين كانوا في حالة سكون من سرطان الثدي.

### اضطراب ما بعد الصدمة
كما رُبطت القيود الاجتماعية بزيادة أعراض اضطراب ما بعد الصدمة. ففي دراسة للناجين من سرطان الثدي، كان الأفراد الذين يعانون من قيود اجتماعية في شكل عدم قدرتهم على التحدث إلى أحبائهم حول تشخيصهم أقل عرضة للإبلاغ عن الامتنان للحياة، والنمو الروحي الإيجابي بعد الشفاء. وكشفت دراسة أجريت على الناجين من الصدمات أن الأفراد الذين عانوا من "تثبيط و/ أو إبطال و/ أو ردود فعل شخصية حرجة تجاه الكشف عن الصدمة" من المحتمل أن تظهر عليهم أعراض الإجهاد اللاحق للصدمة المتفاقمة.

### التكيف مع التشخيصات الطبية
أظهرت الأبحاث أن الأفراد المصابين بأمراض مميتة والذين لديهم أفكار ومواقف متفائلة تجاه تشخيصاتهم يواجهون قيودًا اجتماعية أقل في شكل تفاعلات شخصية سلبية مع مصادر الدعم الاجتماعي. الأفراد الذين يتبنون مواقف متشائمة واجهوا قيودًا اجتماعية أكبر ومزاجًا منخفضًا للإبلاغ الذاتي نتيجة لذلك.

### خواطر وإدراك
قد تتفاعل القيود الاجتماعية مع الأفكار المتطفلة والإدراك السلبي. في دراسة أجريت على الأمهات الثكلى، ارتبطت المستويات العالية من القيود الاجتماعية بأفكار أو مخاوف أكثر تدخلاً حول فقدانهن، فضلاً عن أعراض الاكتئاب. كان الناجون من الصدمات الذين عانوا من بيئات اجتماعية أقل دعمًا أكثر عرضة للإبلاغ عن أفكار لوم الذات والشعور بالذنب المحيط بتجربتهم المؤلمة.

## الاتجاهات المستقبلية للبحث
ثمة القليل من الأبحاث حول العمل العلاجي مع القيود الاجتماعية في العلاج النفسي. ويمكن أن يساعد إجراء المزيد من الأبحاث حول آثار القيود الاجتماعية على الصحة العقلية في تكييف العلاج وفقًا لاحتياجات الأفراد، مثل إحالة الناجين من الصدمات إلى مجموعات الدعم أو خدمات الاستشارة لاستهداف الأفكار والمشاعر السلبية المتعلقة بصدماتهم.
وحتى الآن، ركزت الأبحاث أيضًا بشكل كبير على المرضى الذين يعانون من ضغوط مرتبطة بالتشخيصات الطبية. يمكن أن تتوسع مجالات البحث المستقبلية لتشمل السكان الذين يعانون من الصدمات مثل حوادث المركبات، بالإضافة إلى الصدمات المعقدة المتعلقة بالاعتداء الجنسي أو تجارب الطفولة المعاكسة.